# Eric Kandel
Eric Richard Kandel (Viena, 7 de novembro de 1929) é um neurocientista austríaco, naturalizado estadunidense.
Foi agraciado, juntamente com o sueco Arvid Carlsson e com o estadunidense Paul Greengard, com o Nobel de Fisiologia ou Medicina de 2000, por descobertas envolvendo a transmissão de sinais entre células nervosas no cérebro humano.
Kandel formou-se médico, especializou-se em psiquiatria, mas abandonou a clínica para se dedicar às neurociências. Trabalhando, por 45 anos, com um organismo muito simples - Aplysia californica, o Nobel de medicina revelou aspectos fundamentais do processo de formação de memórias. Kandel acredita "que a integração da psiquiatria com a biologia molecular trará uma compreensão mais completa da mente humana e estratégias terapêuticas mais eficazes".

## Bases moleculares da memória
A partir de 1966, Eric R. Kandel colaborou com James Schwartz em uma análise bioquímica de alterações nos neurônios associados à aprendizagem e armazenamento de memória. A essa altura, era sabido que a memória de longo prazo, ao contrário da memória de curto prazo, envolvia a síntese de novas proteínas. Em 1972 eles tinham provas de que a molécula do segundo mensageiro AMP cíclico (AMPc) era produzida em gânglios da Aplysia sob condições que provocam a formação da memória de curto prazo (sensibilização).  Logo Kandel descobriu que a serotonina, neurotransmissor atuando para produzir o segundo mensageiro cAMP, está envolvida na base molecular da sensibilização do reflexo de retirada de brânquias da Aplysia. Em 1980, em colaboração com Paul Greengard, Kandel demonstrou que a proteínoquinase AMPc-dependente (PKA) age nesta via bioquímica em resposta a níveis elevados de AMPc. Steven Siegelbaum identificou um canal de potássio que pode ser regulada por PKA, explicando assim os efeitos da serotonina na eletrofisiologia sináptica alterada.
O laboratório de Kandel assumiu a tarefa de identificar as proteínas que devem ser sintetizadas a fim de converter memórias de curto prazo em memórias duradouras. Um dos alvos nucleares para PKA é o controle de transcrição de proteínas CREB  Em colaboração com David Bailey e Craig Glanzman, a CREB foi identificada como sendo uma proteína envolvida no armazenamento da memória de longo prazo. Um resultado da ativação da CREB é um aumento no número de conexões sinápticas. Assim, a memória de curto prazo foi associada a alterações funcionais nas sinapses existentes, enquanto a memória de longo prazo foi associada a uma mudança no número de conexões sinápticas. 
Algumas das mudanças sinápticas observados pelo laboratório de Kandel forneceu exemplos de aprendizagem hebbiana, descrita pela primeira vez pelo canadense Donald Hebb. Kandel descreveu o papel da aprendizagem hebbiana no reflexo de retirada do sifão na Aplysia  O laboratório de Kandel também realizou importantes experimentos utilizando camundongos transgênicos como um sistema para investigar as bases moleculares do armazenamento da memória no hipocampo de vertebrados. A ideia original de Kandel, que os mecanismos de aprendizagem seriam conservados entre todos os animais, foi confirmada. Neurotransmissores, segundo sistemas de segundos mensageiros, quinases, canais iônicos, e fatores de transcrição CREB foram confirmados como funcionando na aprendizagem e memória tanto em vertebrados quanto em invertebrados.

## Escritos
- Schwartz, James H.; Jessell, Thomas M.; Kandel, Eric R.: Princípios Da Neurociência. Barueri: Manole, 2003. ISBN 8528412815
- Squire, Larry R.; Kandel, Eric R.: Memória- Da Mente Às Moléculas. Porto Alegre: Artmed, 2003. ISBN 8536300523
- Kandel, Eric R.: Em Busca Da Memória: O Nascimento De Uma Nova Ciência Da Mente. São Paulo: Companhia das Letras, 2009. ISBN 9788535915433